# Mortal Kombat (banda sonora)
Mortal Kombat: Original Motion Picture Soundtrack es el álbum de banda sonora que acompañó a la película de 1995 Mortal Kombat. Tres canciones de Stabbing Westward fueron incluidas en la película, pero fueron omitidas de la banda sonora: "Lost", "Lies" y "Can't Happen Here", todas las cuales aparecen en el álbum Ungod. El vocalista de metal Burton C. Bell es el único artista en el álbum que aparece dos veces; una vez con su banda principal Fear Factory, y otra vez con el proyecto paralelo GZR. El álbum presenta principalmente música electrónica de baile (EDM) junto con música rock.

## Recepción
Mortal Kombat fue nominado al premio Golden Reel Award de la Motion Picture Sound Editors, USA. Ganó el premio BMI Film & TV Awards.[cita requerida] La banda sonora ganó la certificación de disco de Platino en menos de un año, alcanzando el puesto número 10 en el Billboard 200, y fue incluido en la Guinness World Records Gamer's Edition de 2011 como el "álbum de banda sonora derivado de un videojuego más exitoso". Fue el primer disco de música electrónica de baile (EDM) en recibir una certificación Platino en los Estados Unidos. Su popularidad inspiró el álbum Mortal Kombat: More Kombat.

## Lista de Canciones
| Mortal Kombat Standard edition |                                                       |                                  |          |  |
| N.º                            | Título                                                | Artistas                         | Duración |  |
| 1.                             | «A Taste of Things to Come»                           | George S. Clinton                | 0:49     |  |
| 2.                             | «Goodbye (Demo Version)»                              | Gravity Kills                    | 3:10     |  |
| 3.                             | «Juke-Joint Jezebel (Giorgio Moroder Metropolis Mix)» | KMFDM                            | 5:17     |  |
| 4.                             | «Unlearn (Josh Wink's Live Mix)»                      | Psykosonik                       | 7:29     |  |
| 5.                             | «Control (Juno Reactor Instrumental)»                 | Traci Lords                      | 6:26     |  |
| 6.                             | «Halcyon + On + On»                                   | Orbital                          | 9:24     |  |
| 7.                             | «Utah Saints Take on The Theme from Mortal Kombat»    | Utah Saints                      | 3:00     |  |
| 8.                             | «The Invisible»                                       | GZR                              | 3:43     |  |
| 9.                             | «Zero Signal»                                         | Fear Factory                     | 5:57     |  |
| 10.                            | «Burn»                                                | Sister Machine Gun               | 4:45     |  |
| 11.                            | «Blood & Fire (Out of the Ashes Mix)»                 | Type O Negative                  | 4:34     |  |
| 12.                            | «I Reject»                                            | Bile                             | 2:47     |  |
| 13.                            | «Twist the Knife (Slowly)»                            | Napalm Death                     | 2:51     |  |
| 14.                            | «What U See/We All Bleed Red»                         | Mutha's Day Out                  | 4:16     |  |
| 15.                            | «Techno Syndrome (Mortal Kombat)»                     | The Immortals                    | 3:21     |  |
| 16.                            | «Goro Vs. Art»                                        | George S. Clinton con Buckethead | 2:59     |  |
| 17.                            | «Demon Warriors/Final Kombat»                         | George S. Clinton                | 3:49     |  |
| 68:28                          |                                                       |                                  |          |  |

## Créditos y personal
Créditos tomados de Discogs
- Dirección de arte: Greg Knoll*
- Coordinador [Coordinador de música de cine]: John Houlihan
- Coordinador [Coordinador de música para New Line Cinema]: Mark Kaufman
- Diseño: Robin Glowski
- Productor ejecutivo: Patricia Joseph
- Masterización: Kevin Hodge
- Consultor musical [Ejecutivo a cargo de la música para New Line Cinema]: Dana Sano, Toby Emmerich
- Banda sonora [Banda sonora original]: George S. Clinton (pistas: 1, 16, 17)
- Supervisión: [Supervisor de música de cine]: Sharon Boyle

## Charts

### Weekly charts
| Chart (1995)                      | Peak position |
| --------------------------------- | ------------- |
| Australia (ARIA)                  | 11            |
| Alemania (Offizielle Top 100)     | 49            |
| Nueva Zelanda (Recorded Music NZ) | 6             |
| Estados Unidos (Billboard 200)    | 10            |

### Year-end charts
| Chart (1995)                   | Position |
| ------------------------------ | -------- |
| Estados Unidos (Billboard 200) | 145      |